# Lijst van bergen in Noord-Amerika

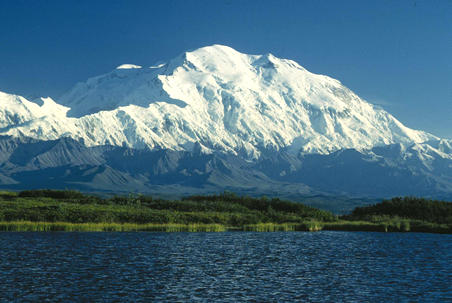
1. Denali

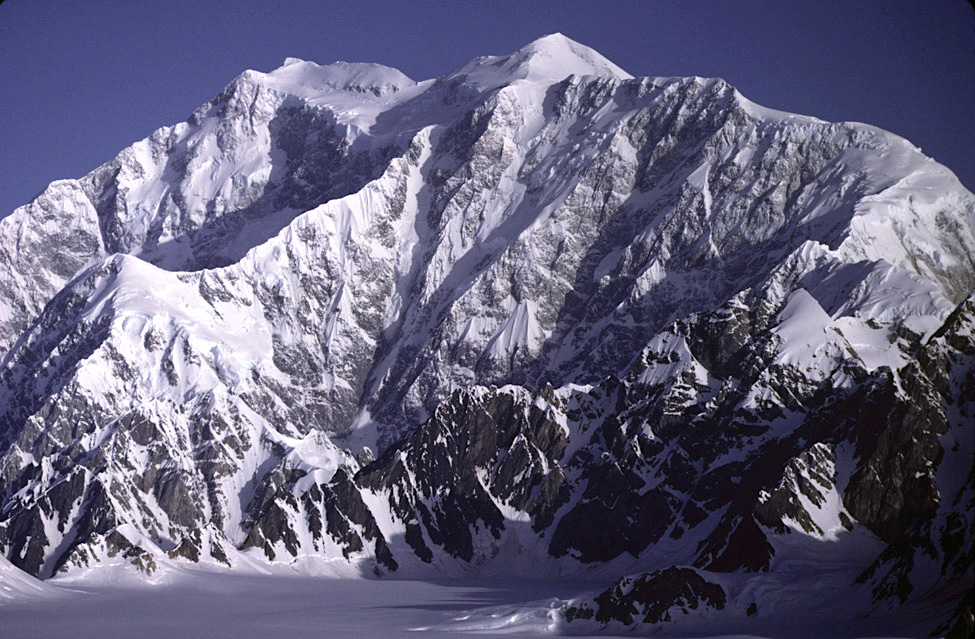
2. Mount Logan

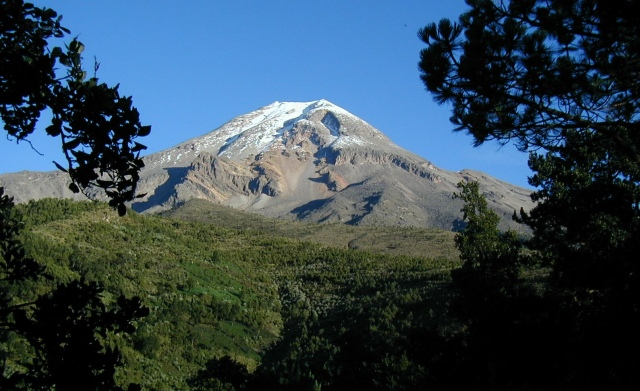
3. Piek van Orizaba

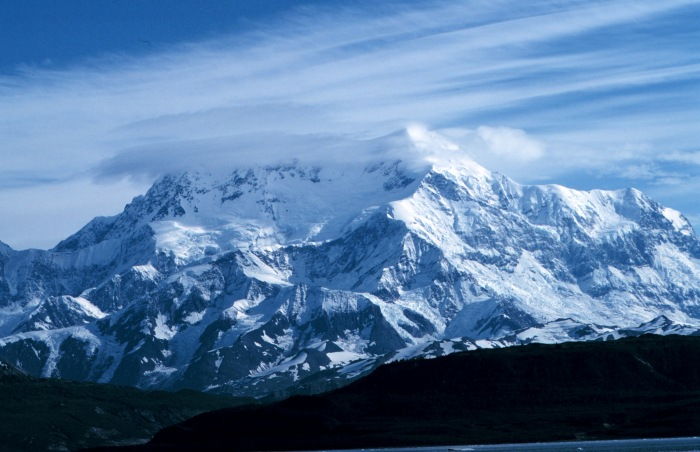
4. Mount Saint Elias

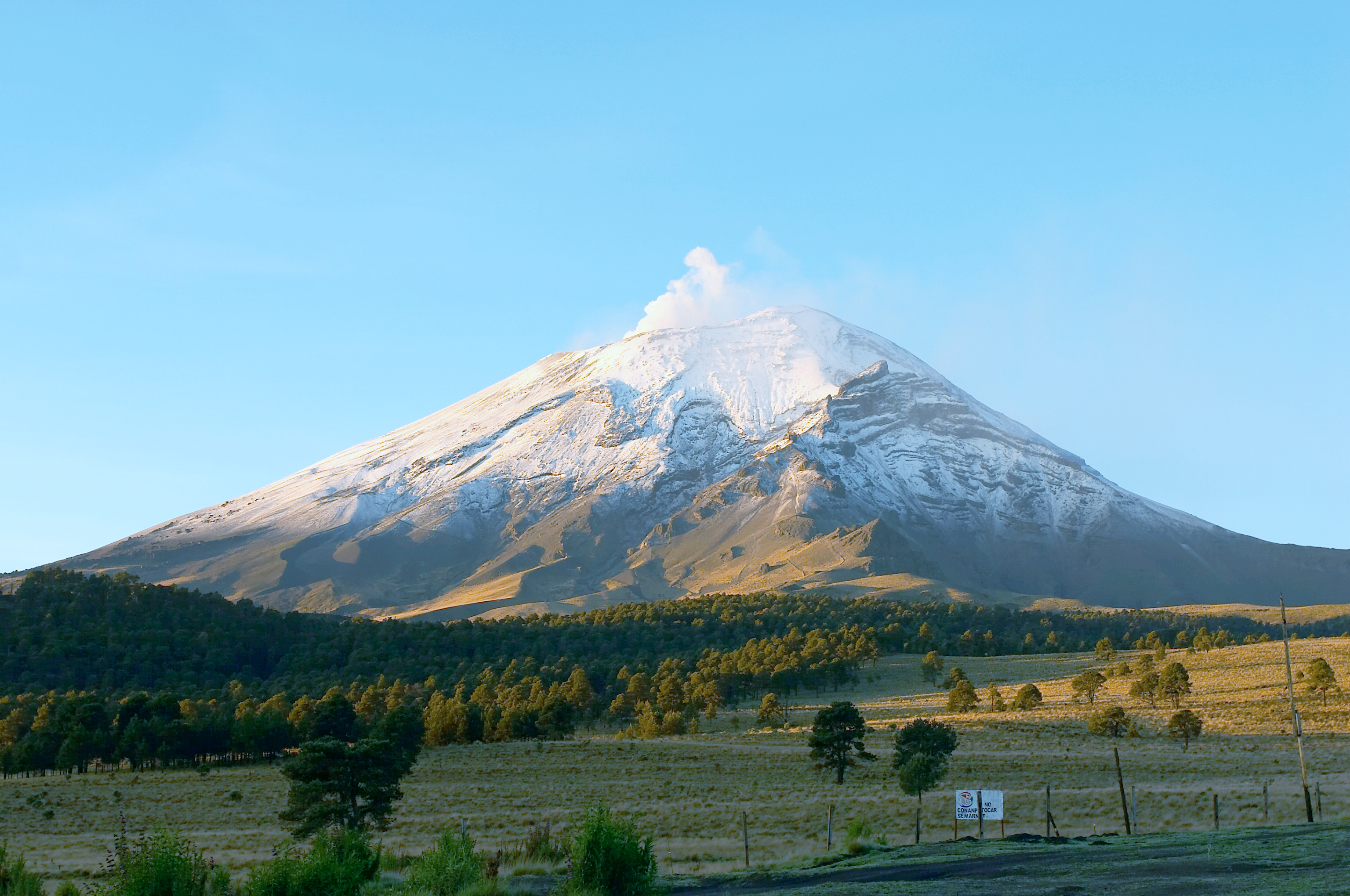
5. Popocatépetl

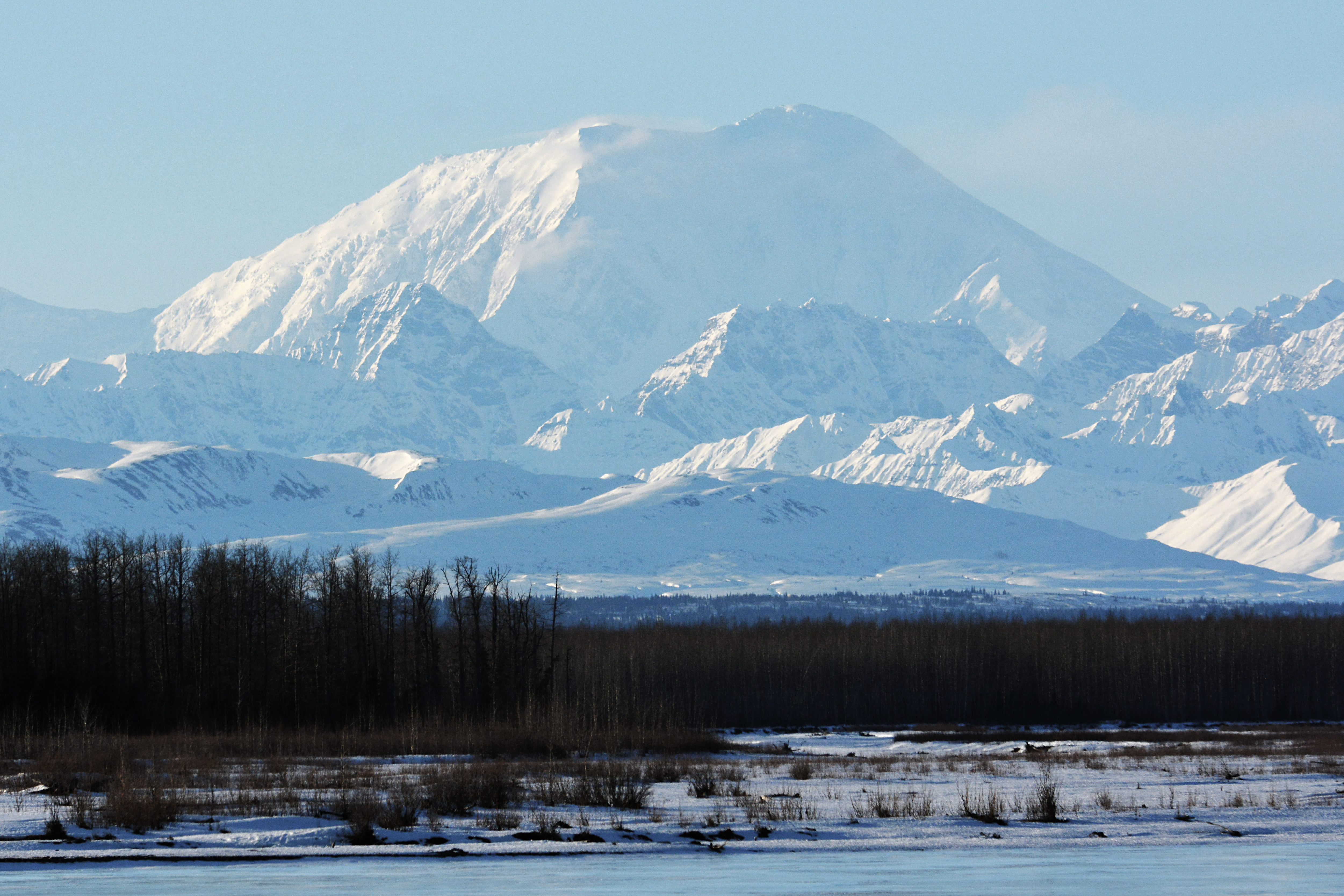
6. Mount Foraker

Dit is een lijst met de hoogste bergen in Noord-Amerika.
| Naam van de berg   | Hoogte  | Gebergte                              | Land                    |
| ------------------ | ------- | ------------------------------------- | ----------------------- |
| Denali             | 6.194 m | Alaskagebergte                        | Verenigde Staten        |
| Mount Logan        | 5.959 m | Sint-Eliasgebergte                    | Canada                  |
| Piek van Orizaba   | 5.747 m | Trans-Mexicaanse Vulkanengordel       | Mexico                  |
| Mount Saint Elias  | 5.489 m | Sint-Eliasgebergte                    | Canada Verenigde Staten |
| Popocatépetl       | 5.462 m | Trans-Mexicaanse Vulkanengordel       | Mexico                  |
| Mount Foraker      | 5.304 m | Alaskagebergte                        | Verenigde Staten        |
| Mount Lucania      | 5.226 m | Sint-Eliasgebergte                    | Canada                  |
| Iztaccíhuatl       | 5.230 m | Trans-Mexicaanse Vulkanengordel       | Mexico                  |
| King Peak          | 5.173 m | Sint-Eliasgebergte                    | Canada                  |
| Mount Steele       | 5.073 m | Sint-Eliasgebergte                    | Canada                  |
| Mount Bona         | 5.005 m | Sint-Eliasgebergte                    | Verenigde Staten        |
| Mount Wood         | 4.842 m | Sint-Eliasgebergte                    | Canada                  |
| Mount Vancouver    | 4.812 m | Sint-Eliasgebergte                    | Canada                  |
| Mount Churchill    | 4.766 m | Sint-Eliasgebergte                    | Verenigde Staten        |
| Mount Slaggard     | 4.742 m | Sint-Eliasgebergte                    | Canada                  |
| Mount Macaulay     | 4.690 m | Sint-Eliasgebergte                    | Canada                  |
| Nevado de Toluca   | 4.690 m | Trans-Mexicaanse Vulkanengordel       | Mexico                  |
| Mount Hubbard      | 4.577 m | Sint-Eliasgebergte                    | Canada                  |
| Mount Bear         | 4.520 m | Sint-Eliasgebergte                    | Canada                  |
| Mount Walsh        | 4.507 m | Sint-Eliasgebergte                    | Canada                  |
| La Malinche        | 4.462 m | Trans-Mexicaanse Vulkanengordel       | Mexico                  |
| Mount Hunter       | 4.442 m | Alaskagebergte                        | Verenigde Staten        |
| Mount Alverstone   | 4.439 m | Sint-Eliasgebergte                    | Canada Verenigde Staten |
| Mount Whitney      | 4.421 m | Sierra Nevada                         | Verenigde Staten        |
| University Peak    | 4.410 m | Sint-Eliasgebergte                    | Verenigde Staten        |
| Mount Elbert       | 4.401 m | Rocky Mountains                       | Verenigde Staten        |
| Mount Rainier      | 4.392 m | Cascade Range                         | Verenigde Staten        |
| McArthur Peak      | 4.389 m | Sint-Eliasgebergte                    | Canada                  |
| Blanca Peak        | 4.378 m | Rocky Mountains                       | Verenigde Staten        |
| Longs Peak         | 4.345 m | Rocky Mountains                       | Verenigde Staten        |
| Nevado de Colima   | 4.330 m | Trans-Mexicaanse Vulkanengordel       | Mexico                  |
| Mount Shasta       | 4.317 m | Cascade Range                         | Verenigde Staten        |
| Pikes Peak         | 4.301 m | Rocky Mountains                       | Verenigde Staten        |
| Mount Augusta      | 4.289 m | Sint-Eliasgebergte                    | Canada Verenigde Staten |
| Mount Humphreys    | 4.265 m | Sierra Nevada                         | Verenigde Staten        |
| Mount Hayes        | 4.216 m | Alaskagebergte                        | Verenigde Staten        |
| Tajumulco          | 4.211 m | Sierra Madre van Chiapas              | Guatemala               |
| Gannett Peak       | 4.209 m | Rocky Mountains                       | Verenigde Staten        |
| Cofre de Perote    | 4.201 m | Trans-Mexicaanse Vulkanengordel       | Mexico                  |
| Grand Teton        | 4.199 m | Tetongebergte, Rocky Mountains        | Verenigde Staten        |
| Cerro Tlaloc       | 4.158 m | Trans-Mexicaanse Vulkanengordel       | Mexico                  |
| Kings Peak         | 4.123 m | Rocky Mountains                       | Verenigde Staten        |
| Tacaná             | 4.030 m | Sierra Madre van Chiapas              | Guatemala Mexico        |
| Mount Silverthrone | 4.029 m | Alaskagebergte                        | Verenigde Staten        |
| Mount Waddington   | 4.019 m | Coast Mountains                       | Canada                  |
| Wheeler Peak       | 4.011 m | Rocky Mountains                       | Verenigde Staten        |
| Sillaltepec        | 4.000 m | Trans-Mexicaanse Vulkanengordel       | Mexico                  |
| Wheeler Peak       | 3.982 m | Rocky Mountains                       | Verenigde Staten        |
| Mount Robson       | 3.959 m | Rocky Mountains                       | Canada                  |
| Acatenango         | 3.976 m | Centraal-Amerikaanse vulkanische boog | Guatemala               |
| Xitle              | 3.973 m | Trans-Mexicaanse Vulkanengordel       | Mexico                  |
| Mount Owen         | 3.942 m | Tetongebergte, Rocky Mountains        | Verenigde Staten        |
| Middle Teton       | 3.903 m | Tetongebergte, Rocky Mountains        | Verenigde Staten        |
| Humphreys Peak     | 3.861 m |                                       | Verenigde Staten        |
| Tancítaro          | 3.840 m | Trans-Mexicaanse Vulkanengordel       | Mexico                  |
| Chirripó           | 3.819 m |                                       | Costa Rica              |
| South Teton        | 3.814 m | Tetongebergte, Rocky Mountains        | Verenigde Staten        |
| Santa María        | 3.772 m | Centraal-Amerikaanse vulkanische boog | Guatemala               |
| Mount Deborah      | 3.761 m | Alaskagebergte                        | Verenigde Staten        |
| Volcán de Agua     | 3.760 m | Centraal-Amerikaanse vulkanische boog | Guatemala               |
| Teewinot Mountain  | 3.758 m | Tetongebergte, Rocky Mountains        | Verenigde Staten        |
| La Viga            | 3.751 m | Oostelijke Sierra Madre               | Mexico                  |
| Nube Flan          | 3.750 m | Zuidelijke Sierra Madre               | Mexico                  |
| Mount Columbia     | 3.747 m | Rocky Mountains                       | Canada                  |
| Mount Huntington   | 3.730 m | Alaskagebergte                        | Verenigde Staten        |
| Delano Peak        | 3.710 m | Rocky Mountains                       | Verenigde Staten        |
| Gunnbjørn          | 3.700 m |                                       | Groenland               |
| Buck Mountain      | 3.639 m | Tetongebergte, Rocky Mountains        | Verenigde Staten        |
| Mount Assiniboine  | 3.618 m | Rocky Mountains                       | Canada                  |
| Mount Temple       | 3.543 m | Rocky Mountains                       | Canada                  |
| Chiriquí           | 3.477 m |                                       | Panama                  |
| Irazú              | 3.432 m |                                       | Costa Rica              |
| Mount Edith Cavell | 3.363 m | Rocky Mountains                       | Canada                  |
| Mount Chephren     | 3.307 m | Rocky Mountains                       | Canada                  |
| Picacho del Diablo | 3.180 m | Peninsulair Gebergte                  | Mexico                  |
| Pico Duarte        | 3.175 m |                                       | Dominicaanse Republiek  |
| Paricutín          | 3.170 m | Trans-Mexicaanse Vulkanengordel       | Mexico                  |
| Laramie Peak       | 3.131 m | Rocky Mountains                       | Verenigde Staten        |
| Cascade Mountain   | 2.998 m | Rocky Mountains                       | Canada                  |
| Three Sisters      | 2.936 m | Rocky Mountains                       | Canada                  |
| Mount Rundle       | 2.848 m | Rocky Mountains                       | Canada                  |
| Mount Saint Helens | 2.549 m | Alaskagebergte                        | Verenigde Staten        |
| Mount John Laurie  | 2.240 m | Rocky Mountains                       | Canada                  |
| Mount Mitchell     | 2.037 m | Appalachen                            | Verenigde Staten        |